# Kut (Einheit)
Kut oder Mattensak war ein russisches Volumen- und Getreidemaß. 
Allgemein war es ein Gewichtsmaß, aber es ließ sich auf ein Volumen in Abhängigkeit von der Getreidesorte schließen.
- Gewicht 1 Kut/Mattensak = 10 Tschetweriks = 9 Pud Roggenmehl[1] = 147,42 Kilogramm (1 Pud mit 16,38 kg angenommen)
- Volumen 1 Kut/Mattensak = 10 Tschetweriks = 262,38 Liter (auch 12.260 Pariser Kubikzoll oder 243 Liter[2])